# Kościół Wniebowzięcia Najświętszej Maryi Panny w Przęsocinie
Kościół Wniebowzięcia NMP w Przęsocinie – świątynia należąca do parafii rzymskokatolickiej pw. św. Siostry Faustyny Kowalskiej Szczecin Bukowo, jest kościołem filialnym w Przęsocinie (ul. Kościelna).

## Historia
Pierwsza wzmianka o kościele w tym miejscu pochodzi 1286 roku. W połowie XIV wieku świątynia przeszła w ręce klasztoru Ojców Kartuzów z Grabowa, a po reformacji stała się własnością książąt pomorskich. W 1493 drewnianą budowlę rozebrano, a w jej miejscu z głazów granitowych został wzniesiony nowy kościół w stylu późnogotyckim. W 1740 dobudowano drewnianą wieżę kościelną w stylu barokowym, zwieńczoną hełmem z ośmioboczną latarnią a na wieży ulokowano empirowy dzwon odlany w 1832 roku. We wnętrzu świątyni znajduje się XVIII-wieczny ołtarz.
Po II wojnie światowej i likwidacji tzw. Enklawy Polickiej przeszedł pod jurysdykcję polską. Świątynia została poświęcona 4 sierpnia 1946 roku i nadano jej wezwanie Wniebowzięcia NMP. W latach 50. XX wieku wnętrze kościoła wybiałkowano. W 1987 urządzono zakrystię.
Kościół znajduje się w rejestrze zabytków (nr. rej. A-501 z 22 grudnia 1965).